# Seif Asser Sherif
Seif Asser Sherif (en arabe : سيف آسر شريف), né le 14 avril 1995 à Gizeh, est un trampoliniste égyptien.

## Carrière
Il obtient la médaille de bronze en trampoline individuel ainsi que la médaille d'argent par équipe aux Championnats d'Afrique 2012 à Pretoria. Il est ensuite médaillé d'or en trampoline synchronisé avec Mohab Hassan et médaillé de bronze en trampoline individuel aux Championnats d'Afrique de trampoline 2016 à Walvis Bay.
Aux Championnats d'Afrique de 2018 au Caire, il est médaillé d'or en trampoline par équipes et en trampoline synchronisé avec Mohab Hassan et médaillé d'argent en trampoline individuel.
Il remporte la médaille d'or en individuel aux Championnats d'Afrique de trampoline 2021 au Caire, se qualifiant pour les Jeux olympiques de Tokyo.